# ジョージ・ガラン
ジョージ・ガラン（Jorge Enrique Galán, 1956年10月19日 - ）はアルゼンチン・ブエノスアイレス出身の細菌学者。イェール大学医学部所属。食中毒の原因となるサルモネラやカンピロバクターの感染過程における、宿主との相互作用について研究を行っている。1986年、コーネル大学で学位を取得。

## 受賞歴
- 2011年 ロベルト・コッホ賞